# Chālgar
Chālgar (persiska: چالگَرود, چالگر, Chālgarūd) är en ort i Iran.   Den ligger i provinsen Ardabil, i den nordvästra delen av landet, 300 km nordväst om huvudstaden Teheran. Chālgar ligger 1 712 meter över havet och antalet invånare är 531.
Terrängen runt Chālgar är kuperad, och sluttar västerut. Runt Chālgar är det ganska glesbefolkat, med 38 invånare per kvadratkilometer. Närmaste större samhälle är Khalkhāl, 12,9 km sydost om Chālgar. Trakten runt Chālgar består i huvudsak av gräsmarker.